# British Knights
 (mai 2022).
Le contenu est difficilement compréhensible vu les erreurs de traduction, qui sont peut-être dues à l'utilisation d'un logiciel de traduction automatique.
British Knights est une marque américaine fondée en 1983 par Jack Schwartz Shoes Inc, basée à New York. Dans les années 1980, British Knights s'est distinguée en tant que marque axée sur la musique et les quartiers défavorisés, attirant la jeunesse majoritairement masculine des communautés urbaines.
La gamme commercialisée sous la marque comprend des chaussures (principalement des baskets) et des vêtements (t-shirts, sweats à capuche, casquettes).

## Histoire
British Knights a été lancée en 1983 en tant que marque de chaussures de loisirs. En 1985, la marque a présenté sa première collection de baskets et les ventes ont explosé. Dans un environnement où les marques conservaient le même style dans leur gamme pendant des années, British Knights a été l'une des premières marques à reconnaître que le secteur des baskets était davantage une question de mode que de performance. En présentant une nouvelle collection trois à quatre fois par an, elle est devenue populaire auprès des hommes de 15 à 24 ans dans les communautés urbaines. Le slogan « the shoe ain't nothin' without the BK button » (la chaussure n'est rien sans le bouton BK) est devenu le mantra de la marque en référence à la plaque en forme de diamant du logo BK présent sur chaque chaussure de la marque.
Commercialisée comme une marque de mode plutôt que comme une marque de performance, British Knights a été l'une des premières marques à utiliser des artistes de hip-hop comme ambassadeurs, en engageant Kool Moe Dee pour l'introduction de la marque à la télévision. La chanson "How Ya Like Me Now" a été diffusée sur la chaîne musicale MTV. La marque a également été mise en avant dans des vidéos de musique hip hop et de danse d'artistes tels que Public Enemy, Technotronic et Beats International.
En 1990, British Knights s'est lancé dans sa plus grande campagne de marketing en signant un contrat d'endossement complet avec le musicien MC Hammer. La plus grande star de l'industrie musicale de l'époque, le phénomène Hammer a séduit un large public. British Knights a parrainé sa tournée, organisé des événements et des concours dans les magasins, en plus des campagnes traditionnelles à la télévision, dans la presse et à la radio. Une campagne anti-drogue l'a également mis en vedette dans un spot télévisé sponsorisé par British Knights. La notoriété de la marque a connu une croissance considérable et elle est maintenant présente sur un marché plus large.

## Technologie Dymacel
British Knights a présenté Dymacel, sa première chaussure technologique, en 1991. Cette technologie consistait en un rembourrage en silicone vert en forme de diamant intégré dans une fenêtre de la semelle. Il s'agissait d'absorber efficacement les chocs en dispersant l'énergie verticale de l'impact dans un plan horizontal tout en maximisant le retour d'énergie. Le Dymacel conserve sa mémoire après une compression répétée.

## Garanties aux athlètes

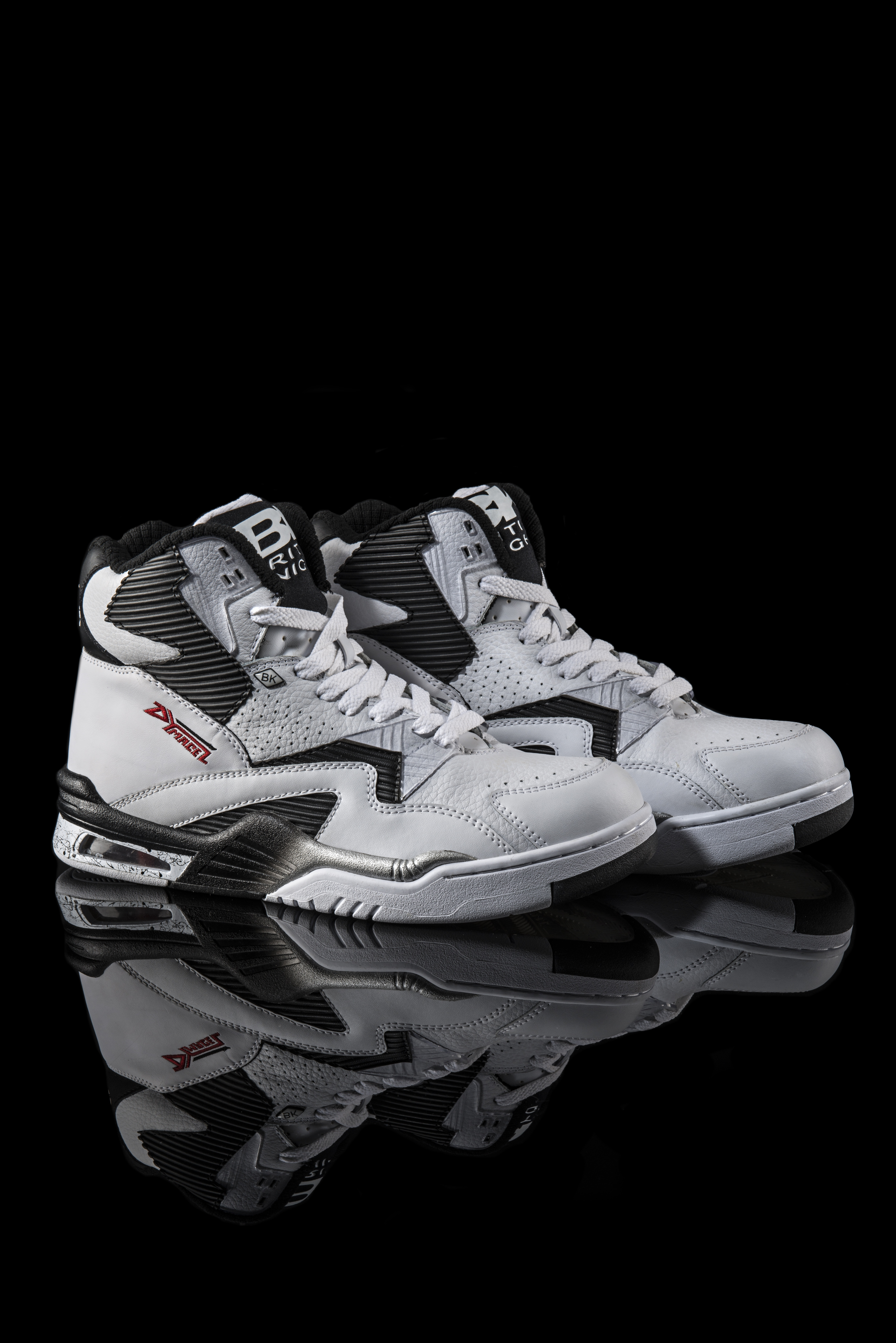
British Knights "Control Hi" en blanc noir

En 1991, British Knights a signé son premier athlète professionnel pour promouvoir Dymacel en la personne de Derrick Coleman des New Jersey Nets. Choisir Coleman fut un choix judicieux car le joueur rayonna sur les terrains dès sa première saison.
En 1993, le joueur de la NBA Lloyd Daniels des San Antonio Spurs a été signé pour porter le modèle "Vengeance" - qui faisait partie de la collection Dymacel Outdoor. Daniels, connu sous le nom de "Swee'Pea", est apparu dans un spot publicitaire télévisé national.

## Relancement
En février 2014, British Knights s'est relancé avec une série de collaborations. Outre ses propriétaires d'origine, Jack Schwartz Shoes Inc, l'équipe à l'origine de ce rebranding comprenait le designer et artiste Darren Romanelli (" DRx "), qui occupait le poste de directeur créatif, et l'entrepreneur Scooter Braun de SB Projects, une société de divertissement et de médias dont les entreprises intègrent la musique, le cinéma, la télévision, la technologie et la philanthropie.
British Knights a adopté un nouveau slogan, « Les artistes sont les nouveaux athlètes ». Puisant dans les esprits artistiques du monde entier, cette nouvelle ère des British Knights englobe des modèles destinés à inspirer et à motiver, tout en regardant en arrière sur son héritage et en le poussant vers l'avenir. Romanelli a conçu quatre nouveaux styles de chaussures qui associent des matériaux performants à une esthétique streetwear. Parmi les caractéristiques, on trouve des chaussures dites "mid" de couleur terre avec des lamelles de cuir marron côtelés et des chaussures montantes noires et blanches qui incorporent le drapeau britannique.
Les premiers modèles ont été dévoilés le 17 février 2014 à Agenda à Las Vegas avant d'être officiellement mis en vente le 15 mars 2014 chez les détaillants haut de gamme.

## Distribution aux États-Unis et dans l'UE
En 1998, Jack Schwartz Shoes Inc. a vendu les marques British Knights dans de nombreux territoires à une société européenne qui a continué à fabriquer les chaussures British Knights pour l'Europe et l'Amérique du Sud. British Knights EU n'a aucun lien avec la marque américaine d'origine. British Knights EU appartient à la société néerlandaise Achten Fashion Group,.
En 2014, Jack Schwartz Shoes Inc. a constitué une nouvelle société, British Knights N.A (North America) et, avec l'aide de certains partenaires du monde de la musique et du divertissement, ils ont relancé la marque. British Knights N.A. est dirigée depuis les bureaux de Jack Schwartz Shoes Inc. à New York par la famille qui a lancé la marque dans les années 1980.